# Berndes
Berndes är en släkt som härstammar från perukmakaren Georg Rudolph Behrens (cirka 1689-1743).
År 1715 invandrade Georg Rudolph Behrens till Sverige. Hans sonson var Anton Ulric Behrens som tillsammans med sina syskon började använda namnformen Berndes.
Den 31 december 2019 var 33 personer med efternamnet Berndes bosatta i Sverige.

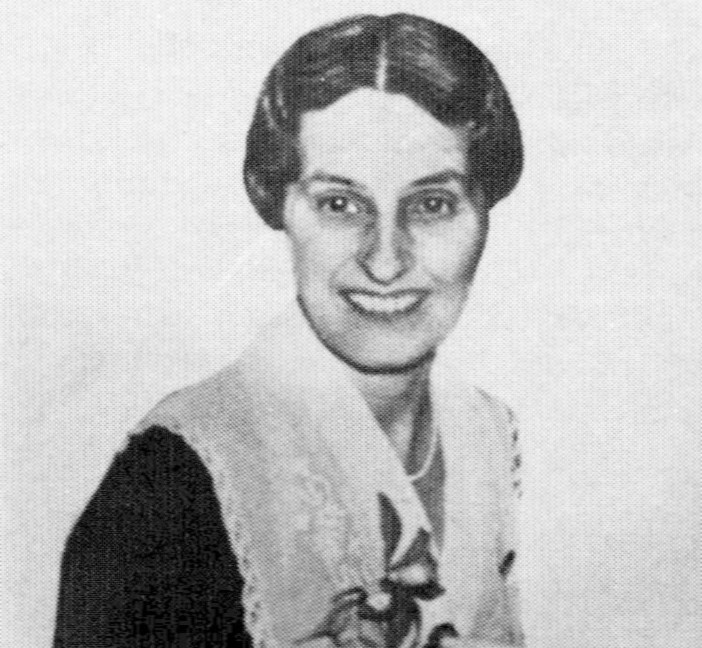
Eleonor Berndes var en svensk ledargestalt inom husmodersrörelsen.

## Personer med efternamnet Berndes
- Anton Berndes (1827–1897), militär, godsägare och målare
- Anton Ulrik Berndes (1957–1944), lantmätare och konstnär
- Fredrik Anton Berndes (1791–1871), bergsråd
- Eleonor Berndes, gift Lilliehöök (1887–1977), ledare inom husmodersrörelsen
- Gustaf Berndes (1834–1913), disponent Ljusneverken
- Johan Adolph Berndes (1761–1826), tonsättare, harpist och assessor
- Johan Bernhard Berndes (1792–1834), kopparstickare
- Pehr Bernhard Berndes  (1750–1826), kemist